# Granja Porcón

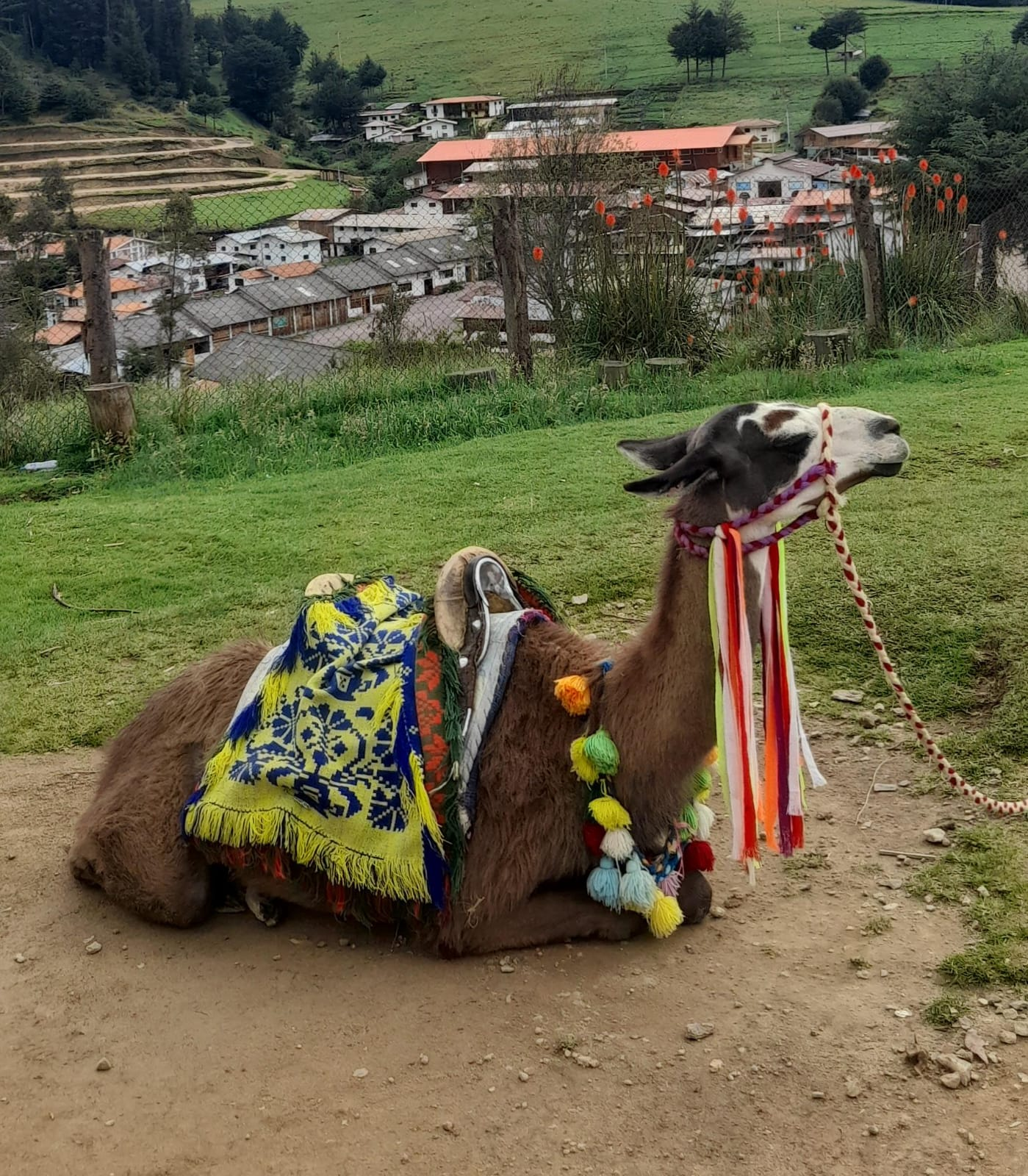
Auquénido de Granja Porcón, febrero 2024.

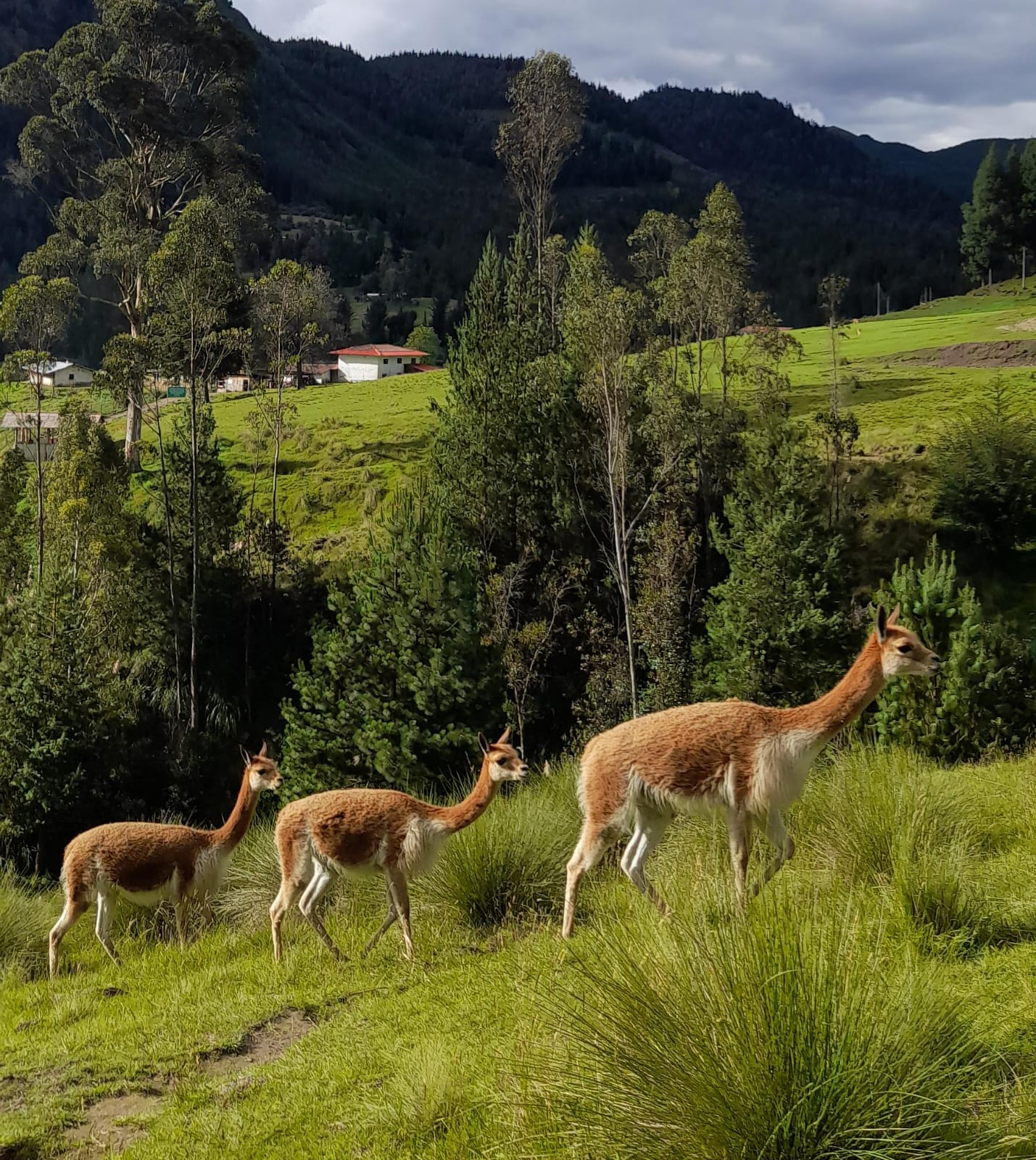
Vicuñas de Granja Porcón, febrero 2024.

El predio Granja Porcón, se ubica a 30 kilómetros al norte de la ciudad de Cajamarca, entre las provincias de Cajamarca y San Pablo, Región Cajamarca; geográficamente se sitúa a 7°2′ de latitud Sur y 78°38′ de longitud Oeste, entre los 2900 a 3800 m s. n. m., en una zona con frecuentes neblinas, lluvias, granizadas y tormentas eléctricas. La parte alta comprende una meseta ligeramente inclinada por la cual cruzan varios riachuelos, entre ellos Shillamayo, Shoclla, Yanatotora y Malamuerte, estos delimitan áreas planas o pampas (Caballero, Sordoloma, Shillamayo y La Pajuela) y al unirse forman el río Rejo.

El río Rejo atraviesa el predio Granja Porcón y en sus 13 km de recorrido hay una sucesión de desfiladeros y pequeños valles, dos de estos se ubican en el centro del predio: (1) El Rejo con 80 hectáreas, donde actualmente se ubica la sede de la Cooperativa Agraria de Trabajadores “Atahualpa-Jerusalén” (CAT), la cual es dueña y administradora de la granja; y, (2) El Tinte con 150 hectáreas, donde se encuentran los mejores pastos irrigados, un establo y el vivero forestal.

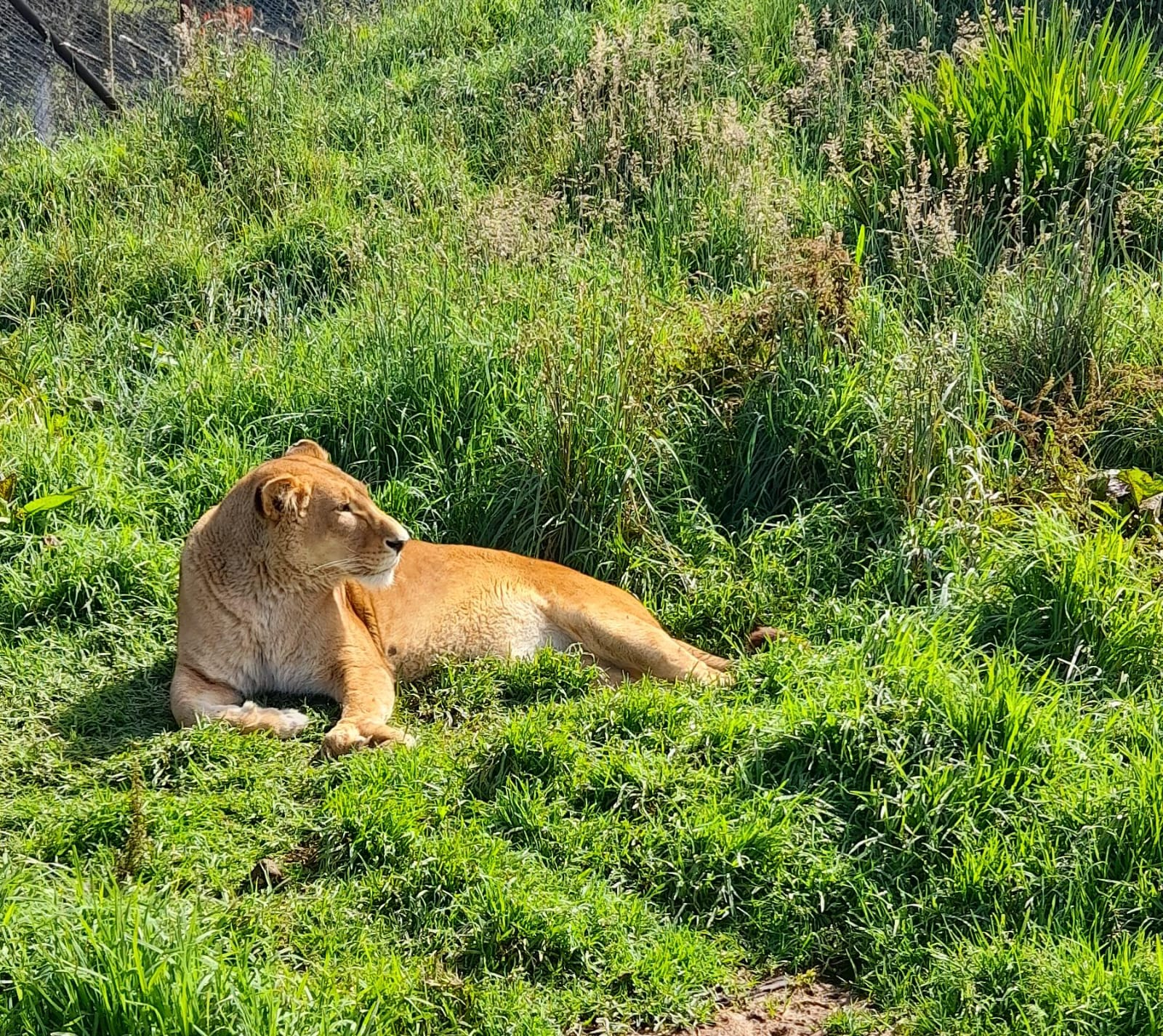
Leona en zoológico de Granja Porcón, febrero 2024.

## Animales del zoológico
Entre los animales que se encuentran en su zoológico están:

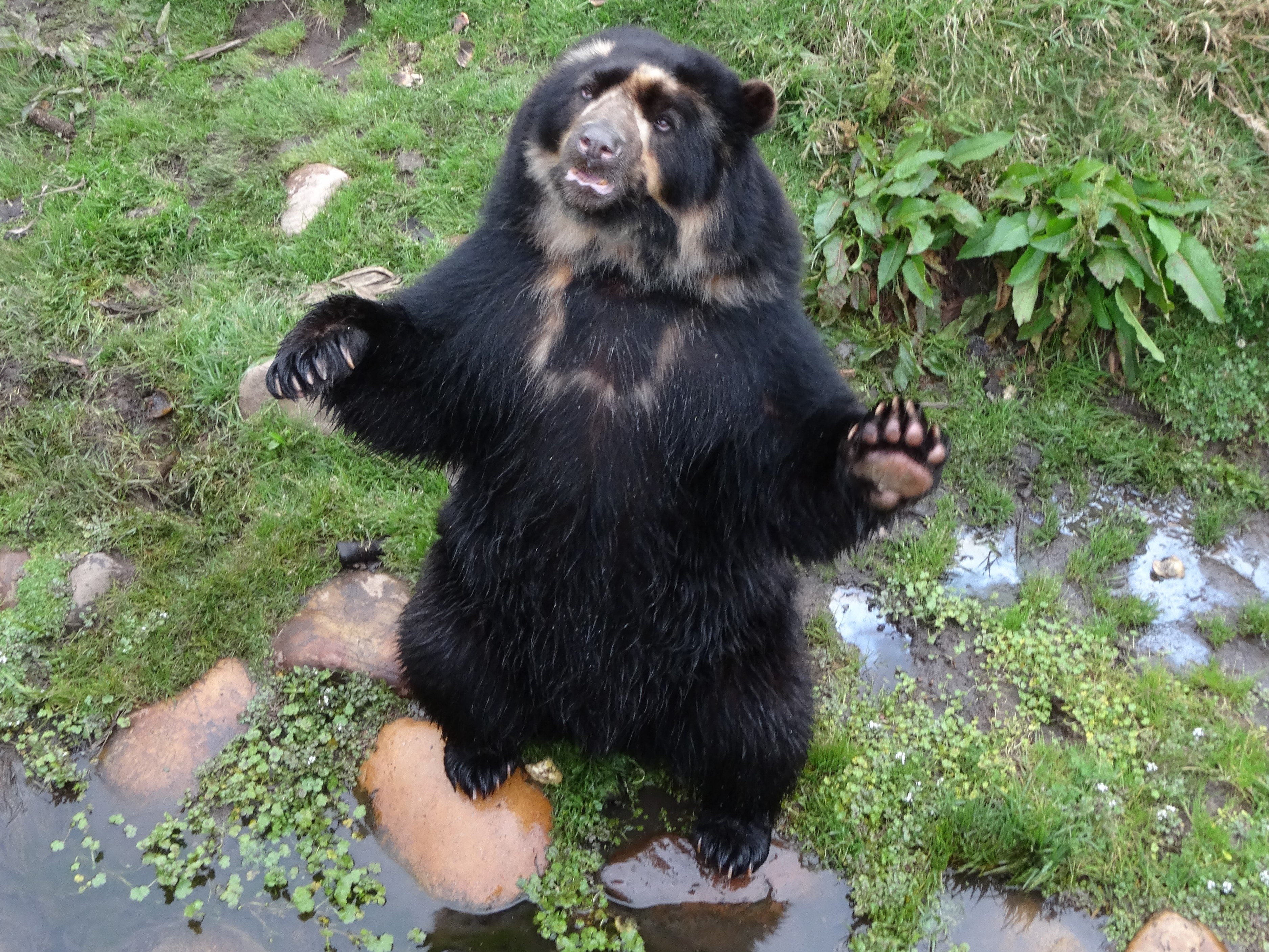
Oso de anteojos

- Pavo real
- Guacamayo rojo
- Llama
- Venado de cola blanca peruano
- Jaguar
- Caballo
- Vicuña
- León
- Avestruz
- Búfalo de agua
- Gallina doméstica
- Águila mora
- Mono lanudo común
- Pato pekín
- Caracara
- Zorro andino
- Cóndor andino
- Puma
- Oso de anteojos
- Alpaca
- Guacamayo azul y amarillo
- Mono araña
- Mono machín
- Cacatúa ninfa
- Viscacha montanera

## Clima
De acuerdo a los datos registrados en la estación meteorológica "Porcón II", situada a 3 510 m s. n. m., para un promedio de 11 años (1983-1993), la temperatura media anual es de 8.6 °C (13.0 °C para los valores máximos y 4.3 °C para los valores mínimos), la humedad relativa es de 66 % y la precipitación 1 076.6 mm. Las lluvias se producen con mayor frecuencia e intensidad entre los meses de enero y abril, el período de estiaje sucede entre junio y agosto, con presencia de lluvias esporádicas y en total llueve 187 días al año.

## Zonas de vida
Según el Zonificación Económica y Ecológica de Cajamarca; la zona de vida dominante en la Granja Porcón corresponde a la formación bosque muy húmedo-Montano Tropical (bmh-MT) y en menor proporción bosque húmedo Montano Bajo tropical (bh-MBT).

## Fisiografía
En general el predio presenta un relieve variado, formado por lomadas, colinas, cerros empinados, hondonadas y planicies; el rango de pendiente es de 30% a 70% y a lo largo del terreno se encuentran una serie de quebradas de diferentes longitudes, anchos y profundidades.

## Suelo
Son suelos superficiales a moderadamente profundos, formados por derivados de rocas volcánicas, son de textura media y presentan un perfil dominante A/C. Se caracterizan por un pH de 4,5 a 5,2 (suelos ácidos), son ricos en nitrógeno total, pobres en fósforo y con un contenido medio de potasio. De acuerdo a estas características físicas y químicas, se trata de suelos de fertilidad media que se clasifican como Andosoles y su aptitud se orienta principalmente para la producción forestal y para el pastoreo controlado.

## Uso forestal del suelo
Entre 1975 y 1995 se reforestaron 8 710 ha; de estas, se perdieron 634 hectáreas y se vendieron 616 hectáreas, quedando 7 460 hectáreas. Esta superficie incluye 767 hectáreas de bosques instalados por iniciativa propia de la cooperativa (con apoyo externo), 304 hectáreas instaladas por CICAFOR, 2 723 hectáreas instaladas por el Proyecto Piloto de Forestación (PPF), 3 163 hectáreas instaladas por la Sociedad Paramonga Ltda. (SPL), 330 hectáreas instaladas por la Promotora el Brujo S.A. (PEB) y 173 hectáreas instaladas por ADEFOR. Estas plantaciones fueron establecidas en macizos y su división actual en unidades de manejo forestal con fines de aprovechamiento, es como se muestra en el siguiente mapa:

## Historia
En el año 1974 con la aplicación de la Ley de la Reforma Agraria, el predio Granja Porcón deja de ser administrado por el Ministerio de Agricultura y los trabajadores de la granja se acogen a dicha Ley y reciben el estatus de Cooperativa de Servicios, la cual seguía dedicándose a la crianza de ovinos raza Corriedale que ya en esta etapa se habían incrementado a 12000 cabezas de ganado ovino, también continuaron con la crianza de ganado vacuno para producción lechera y con la agricultura para consumo; además, entre los años 1975 y 1978, en un sector de la granja se instala un arboreto, en el cual se realizaron ensayos demostrativos de plantaciones forestales con especies introducidas. En el año 1979, la Cooperativa de Servicios de Granja Porcón se reestructura, acoge a la religión dentro de sus estatutos y pasa a denominarse Cooperativa Agraria de Trabajadores “Atahualpa-Jerusalén” (CAT); sin embargo, la situación de la ganadería de ovinos, cuya alimentación y crianza en forma extensiva ocupaba el 90% del territorio de la granja en esa época, no pasaba por un buen momento, debido al bajo consumo de carne de ovino y al descenso en el precio de la lana; por lo cual la administración, consideró hacer un cambio en la orientación productiva de la granja y toma la decisión de aprovechar la aptitud forestal de sus suelos y apostar por la actividad forestal como una oportunidad de generar más empleo para sus trabajadores y sus familias tanto en ese momento como a futuro.
En el año 1979 se propuso a la CAT, participar del Proyecto Piloto de Forestación (PPF), éste fue aceptado y entre los años 1980 y 1982, se desarrolló toda una estrategia de trabajo para liberar las áreas de la granja que estaban dedicadas para el pastoreo de ovinos con el fin de que éstas sean sustituidas por plantaciones forestales.
En el año 1983 con el apoyo de la Comunidad Económica Europea y la Cooperación Técnica Belga en convenio con el Estado peruano, se da inicio a las campañas de plantación del PPF; en total fueron seis campañas de plantaciones realizadas desde 1983 hasta 1989, las especies que se plantaron fueron técnicamente seleccionadas con base en los resultados del test de adaptación de especies de las plantaciones demostrativas, quedando definido que la especie que mejor se adaptó fue el Pinus patula, la cual fue plantada con fines industriales ocupando el 63% del área total del proyecto; mientras que las otras especies que mostraron buenos resultados en el test, abarcaron el 37% restante, éstas fueron: Pinus pseudostrobus, Pinus muricata, Pinus radiata, Pinus montezumae y Pinus greggii.

## Contexto actual
Al año 1995 se habían forestado 8 710 ha; de estas, se perdieron 634 hectáreas y se vendieron 616 hectáreas, quedando 7 460 hectáreas. Esta superficie incluye 767 hectáreas de bosques instalados por iniciativa propia de la cooperativa (con apoyo externo), 304 hectáreas instaladas por CICAFOR, 2 723 hectáreas instaladas por el Proyecto Piloto de Forestación (PPF), 3 163 hectáreas instaladas por la Sociedad Paramonga Ltda. (SPL), 330 hectáreas instaladas por la Promotora el Brujo S.A. (PEB) y 173 hectáreas instaladas por ADEFOR.
Desde finales de la década de los noventa hasta la actualidad, las actividades productivas en la Granja Porcón se han potenciado y diversificado, sobre todo aquellas actividades que están ligadas al bosque; estas son:

### Producción de madera
la producción en volumen de algunas especies de pino en la granja Porcón en volumen al final del turno (m³/ha) en plantaciones de pino entre 1970 y 2015 en Cajamarca.
| Especies            | Época de observación y edad en años | Época de observación y edad en años | Época de observación y edad en años |
| ------------------- | ----------------------------------- | ----------------------------------- | ----------------------------------- |
| Especies            | 1970 a 1973                         | 1990 a 1995                         | 1995 a 2015                         |
| Especies            | m³/ha                               |                                     |                                     |
| Pinus pseudostrobus |                                     | 343                                 | Hasta 600                           |
| Pinus patula        |                                     | 343                                 | De 410 a 560                        |
| Pinus radiata       | 319                                 | 178                                 | Hasta 350                           |

Fuente: Carton y Chávez 2018.
Las especies Pinus pseudostrobus y Pinus patula no fueron evaluadas antes de 1973 por eso no se incluyen datos en el cuadro. El bajo volumen de Pinus radiata (178 m³/ha) se debe a la baja calidad de la semilla de esta especie empleada en los viveros, sin embargo, en los bosques instalados en mejores condiciones ambientales y debidamente raleados desde temprana edad, se observó mayor producción que podía alcanzar hasta 350 m³/ha.

### Producción de hongos comestibles
Esta actividad se ha potenciado en los últimos 10 años (2004-2013) como complemento a la producción de madera, debido a que en los suelos de las plantaciones de pino de Granja Porcón han fructificado hongos que se encuentran en simbiosis con las raíces de los árboles, estos hongos son comestibles y según García (1999) se trata de la especie Suillus luteus y su recolección es recomendable hacerla durante el período de lluvias (enero-abril) que es cuando más abundan. Actualmente, el procesamiento luego de la recolección, involucra las siguientes etapas: pesado, limpieza, pelado y deshidratación; luego de las cuales el producto obtenido son los hongos comestibles deshidratados, los cuales son finalmente empaquetados y comercializados  .
Con base en datos estimados en investigaciones realizadas en Granja Porcón, se estima que la producción promedio por hectárea al año de hongo comestible fresco, es de 638,32 kg/ha/año y considerando que el contenido de materia seca se ha calculado en 9,48 %, se infiere que el rendimiento de hongos deshidratados promedio por hectárea al año es de 61 kg/ha/año. Sin embargo, según estimaciones la proporción del área que ocupan los hongos en una hectárea de plantación de pinos, es de 25 %, por lo que el rendimiento bruto de hongos deshidratados es de 15 kg/ha/año   .

### Ecoturismo
El turismo es una de las principales actividades de la Granja Porcón, en la región se encuentra dentro de los atractivos turísticos más visitados de Cajamarca; en este emprendimiento se desarrolla la modalidad de Turismo Rural Comunitario, el cual permite estar en contacto con la naturaleza y la cultura local; en el año 2017 se han registrado 182 849 visitantes, de los cuales 181 592 fueron nacionales y 1 257 extranjeros.

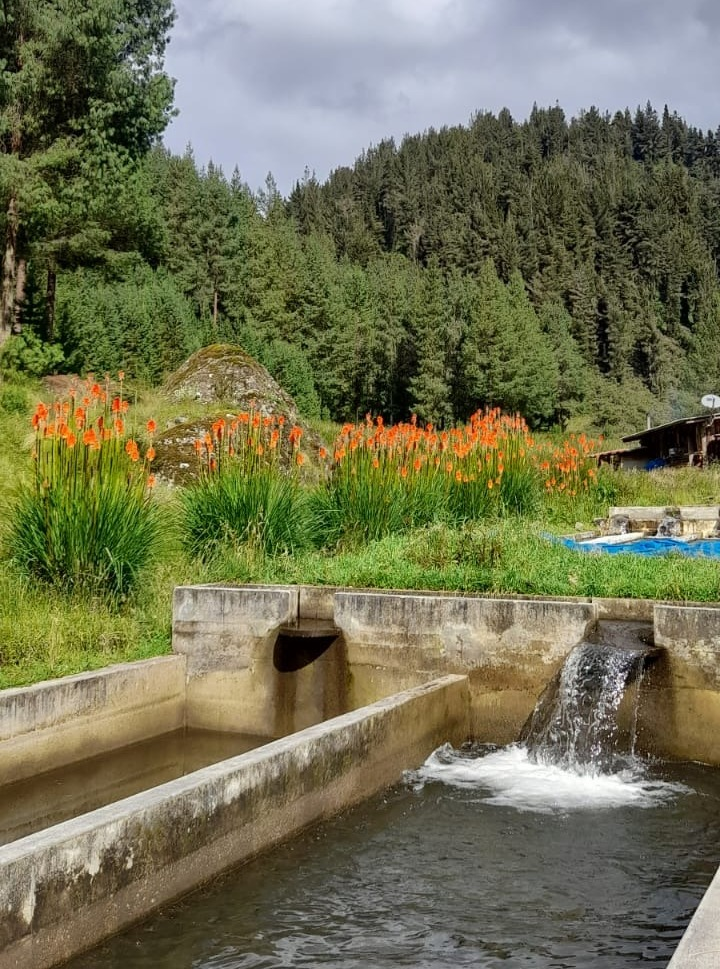
Piscigranja de Truchas en Porcón, febrero 2024.

## Datos hidrológicos (2015- 2019)
Los datos proporcionados fueron recolectados de la Estación Granja Porcón ubicada en las coordenadas N: 9221932; E: 755928 a una altitud de 3000 m s.n.m. La temperatura que se tiene en la Granja Porcón es muy similar durante todo el año 2019, registrándose 17.4 C° como un promedio de la máxima temperatura y la temperatura mínima se registra en el mes de agosto bajando hasta 2.7 C°.
| Parámetros climáticos promedio de Granja Porcón                       | Parámetros climáticos promedio de Granja Porcón | Parámetros climáticos promedio de Granja Porcón | Parámetros climáticos promedio de Granja Porcón | Parámetros climáticos promedio de Granja Porcón | Parámetros climáticos promedio de Granja Porcón | Parámetros climáticos promedio de Granja Porcón | Parámetros climáticos promedio de Granja Porcón | Parámetros climáticos promedio de Granja Porcón | Parámetros climáticos promedio de Granja Porcón | Parámetros climáticos promedio de Granja Porcón | Parámetros climáticos promedio de Granja Porcón | Parámetros climáticos promedio de Granja Porcón | Parámetros climáticos promedio de Granja Porcón |
| Mes                                                                   | Ene.                                            | Feb.                                            | Mar.                                            | Abr.                                            | May.                                            | Jun.                                            | Jul.                                            | Ago.                                            | Sep.                                            | Oct.                                            | Nov.                                            | Dic.                                            | Anual                                           |
| --------------------------------------------------------------------- | ----------------------------------------------- | ----------------------------------------------- | ----------------------------------------------- | ----------------------------------------------- | ----------------------------------------------- | ----------------------------------------------- | ----------------------------------------------- | ----------------------------------------------- | ----------------------------------------------- | ----------------------------------------------- | ----------------------------------------------- | ----------------------------------------------- | ----------------------------------------------- |
| Temp. máx. media (°C)                                                 | 18.1                                            | 17.4                                            | 17                                              | 17.5                                            | 17.6                                            | 17.6                                            | 17.1                                            | 17.8                                            | 17.8                                            | 16.7                                            | 17.1                                            | 16.9                                            | 17.4                                            |
| Temp. media (°C)                                                      | 12                                              | 12.6                                            | 12.3                                            | 11.8                                            | 11.1                                            | 10.9                                            | 9.9                                             | 10.3                                            | 10.9                                            | 11.1                                            | 11.4                                            | 11.8                                            | 11.3                                            |
| Temp. mín. media (°C)                                                 | 5.9                                             | 7.9                                             | 7.5                                             | 6.1                                             | 4.7                                             | 4.1                                             | 2.7                                             | 2.7                                             | 4                                               | 5.6                                             | 5.6                                             | 6.8                                             | 2.7                                             |
| Fuente: https://www.senamhi.gob.pe/main.php?dp=cajamarca&p=estaciones |                                                 |                                                 |                                                 |                                                 |                                                 |                                                 |                                                 |                                                 |                                                 |                                                 |                                                 |                                                 |                                                 |

La precipitación en la micro cuenca Rejo tiene dos períodos marcados, inicia entre octubre-noviembre y termina entre abril-mayo; por lo cual, los meses de junio, julio y agosto tienen escasa a casi nula precipitación, siempre se presentan mínimos registros de precipitación, esto puede estar siendo influenciado por la forestación realizada en la Granja Porcón, que establece factores de orden atmosférico, los cuales generan la formación de ambientes con microclimas especiales y lluvias.
| Mes                | E    | F     | M     | A     | M    | J    | J    | A    | S    | O     | N     | D     |
| Humedad (%)        | 80.7 | 86.7  | 87.4  | 85.4  | 84.2 | 75.6 | 77.1 | 66.6 | 73.5 | 85.5  | 82.9  | 87.3  |
| Precipitación (mm) | 92,8 | 148,4 | 378,2 | 137,3 | 62,8 | 5,8  | 14,1 | 0,0  | 21,6 | 190,2 | 172,6 | 311,7 |

Para el cálculo de la evapotranspiración real de la cuenca (, se han utilizado los datos calculados de evapotranspiración de la estación Talla, Contumazá, Granja Porcón y Montegrande.
El río Rejo atraviesa el predio Granja Porcón y en sus 13 km de recorrido hay una sucesión de desfiladeros y pequeños valles, esta microcuenca presenta los siguientes parámetros:
| Área (km²) | Perímetro (km) | Altitud (m s. n. m.) | Número de orden | Coeficiente Gravelius KC | Relación de Confluencias RC | Coeficiente orográfico CO (%) |
| 218,80     | 90,77          | 3 665                | 4               | 1,72                     | 3,33                        | 6,14                          |

Según el Coeficiente Gravelius (KC) es de 1,72   una forma oblonga alargada (1,50< Kc ≤1,75).
| Tipo             | Temperatura °C | pH   | Conductividad eléctrica CE (µS/cm) | Sólidos totales disueltos TDS (mg/l) | Dureza (mgCaCO3/l) | Alcalinidad (mgCaCO3/l) |
| Agua superficial | 15.90          | 7.66 | 104.0                              | 47.10                                | 34.02              | 15.58                   |

Según el inventario de fuentes de aguas de la micro cuenca Rejo presenta un caudal de 90.00 (l/s) con uso principalmente agropecuario.
La cantidad Sólidos totales disueltos en la microcuenca del Río Rejo los cationes dominantes Ca>Na>Mg y aniones dominantes SO42->HCO3 ->Cl-, con denominación Cálcica Sulfatada - Sódica Bicarbonatada.
Para Sólidos totales disueltos (TDS) Son el peso que tienen todas las sustancias disueltas presentes en el agua, sean volátiles o no, se suele medir en ppm o en mg/l. Este parámetro puede verse afectado por los cambios en el pH y la temperatura, que pueden producir disolución o precipitación de sales. El TDS y la conductividad eléctrica están estrechamente relacionados, cuanto mayor sea la cantidad de sales disueltas en el agua, mayor será el valor de la conductividad eléctrica. La medida de este parámetro en el campo se realizó con un equipo portátil, cuyos resultados muestran un valor promedio de 584 mg/l de TDS, considerando aguas de manantiales, pozos y quebradas, los mismos que indican que las aguas se encuentran dentro de los estándares para uso en agricultura y consumo humano.
| Tipo             | Cationes | Cationes | Cationes | Cationes | Cationes | Aniones     | Aniones  | Aniones   | Aniones |
| ---------------- | -------- | -------- | -------- | -------- | -------- | ----------- | -------- | --------- | ------- |
| Tipo             | Ca mg/l  | Mg mg/l  | Na mg/l  | K mg/l   | Total    | HCO3 – mg/l | Cl- mg/l | SO4- mg/l | Total   |
| Agua superficial | 11,00    | 1,38     | 4,20     | 0,90     | 17,48    | 9,51        | 1,99     | 18,80     | 30,30   |

Los resultados de los análisis de laboratorio y monitoreo de campo dieron los siguientes resultados; respecto a metales disueltos: Cu, Pb, Zn, Cd, Cr, As, Hg, Fe y otros (serie estándar por ICP-AES, Espectrometría de Emisión Atómica por plasma acoplado inductivamente).    
| Cu mg/l | Pb mg/l | Zn mg/l | Cd mg/l  | Cr mg/l | As mg/l | Hg mg/l  | Fe mg/l |
| 0.0040  | 0.0049  | 0.0100  | 0.000019 | 0.0049  | 0.0049  | 0.000019 | 0.160   |